# Luisia
Luisia – rodzaj roślin z rodziny storczykowatych (Orchidaceae). Obejmuje 47 gatunków. Występują one w południowo-wschodniej i wschodniej Azji, w północnej Australii, wyspach Oceanii i w Ameryce Środkowej w takich krajach i regionach jak: Andamany, Asam, Bangladesz, Archipelag Bismarcka, Borneo, Kambodża, południowo-wschodnie i południowo-centralne Chiny, wschodnie i zachodnie Himalaje, Fidżi, Indie, Japonia, Jawa, Korea Południowa i Północna, Laos, Małe Wyspy Sundajskie, Malezja, Moluki, Mariany, Mjanma, Nepal, Nowa Kaledonia, Nowa Gwinea, Nikaragua, Nikobary, Filipiny, Queensland, Samoa, Wyspy Salomona, Sri Lanka, Celebes, Tajwan, Tajlandia, Vanuatu, Wietnam, Riukiu, Terytorium Północne, Ogasawara. Są to epifity, rzadziej litofity, rosnące w górskich lasach na wysokościach do 2000 m n.p.m.

## Morfologia
PokrójRośliny zielne o korzeniach spłaszczonych, wyrastających z dolnych węzłów. Łodyga długa, wznosząca się lub pnąca, często rozgałęziona u nasady co nadaje roślinom kępiasty pokrój.
LiścieLiczne, zwykle wyrastają w odstępach, są równowąskie lub obłe, ułożone dwustronnie, z blaszką połączoną stawowato z pochwiastą nasadą.
KwiatyKwiatostan boczny, groniasty, wzniesiony lub wznoszący się, mniej niż 10-kwiatowy, czasami zredukowany do pojedynczego kwiatu. Kwiaty odwrócone, zwykle zielonkawe z bordową warżką. W czasie kwitnienia poszczególnych kwiatów, które trwa długo, listki okwiatu wydłużają się. Listki te są wolne i szeroko rozpostarte, podobne do siebie lub wewnętrzne są węższe i dłuższe. Warżka sztywno przylega do nasady prętosłupa, pozbawiona jest ostrogi. Prętosłup prosty, półwalcowaty, na szczycie z kapturkowatym pylnikiem. Dwie woskowate i kuliste pyłkowiny.

## Systematyka
Rodzaj sklasyfikowany do podplemienia Aeridinae w plemieniu Vandeae, podrodzina epidendronowe (Epidendroideae), rodzina storczykowate (Orchidaceae), rząd szparagowce (Asparagales) w obrębie roślin jednoliściennych.
Wykaz gatunków
- Luisia abrahami Vatsala
- Luisia amesiana Rolfe
- Luisia antennifera Blume
- Luisia appressifolia Aver.
- Luisia balakrishnanii S.Misra
- Luisia brachystachys (Lindl.) Blume
- Luisia cantharis Rolfe
- Luisia celebica Schltr.
- Luisia confusa Rchb.f.
- Luisia cordata Fukuy.
- Luisia cordatilabia Ames & Quisumb.
- Luisia curtisii Seidenf.
- Luisia diglipurensis Sanjay Mishra & Jalal
- Luisia filiformis Hook.f.
- Luisia foxworthii Ames
- Luisia hancockii Rolfe
- Luisia jarawana Sanjay Mishra & Jalal
- Luisia javanica J.J.Sm.
- Luisia jonesii J.J.Sm.
- Luisia longispica Z.H.Tsi & S.C.Chen
- Luisia lui T.C.Hsu & S.W.Chung
- Luisia macrantha Blatt. & McCann
- Luisia macrotis Rchb.f.
- Luisia magniflora Z.H.Tsi & S.C.Chen
- Luisia megamalaiana Karupp. & V.Ravich.
- Luisia megasepala Hayata
- Luisia microptera Rchb.f.
- Luisia morsei Rolfe
- Luisia occidentalis Lindl.
- Luisia parviflora Aver.
- Luisia primulina C.S.P.Parish & Rchb.f.
- Luisia psyche Rchb.f.
- Luisia ramosii Ames
- Luisia recurva Seidenf.
- Luisia secunda Seidenf.
- Luisia sonii (Aver.) Kumar & S.W.Gale
- Luisia taurina J.J.Sm.
- Luisia tenuifolia Blume
- Luisia teres (Thunb.) Blume
- Luisia teretifolia Gaudich.
- Luisia thailandica Seidenf.
- Luisia trichorrhiza (Hook.) Blume
- Luisia tristis (G.Forst.) Hook.f.
- Luisia unguiculata J.J.Sm.
- Luisia volucris Lindl.
- Luisia zeylanica Lindl.
- Luisia zollingeri Rchb.f.